# A4 road

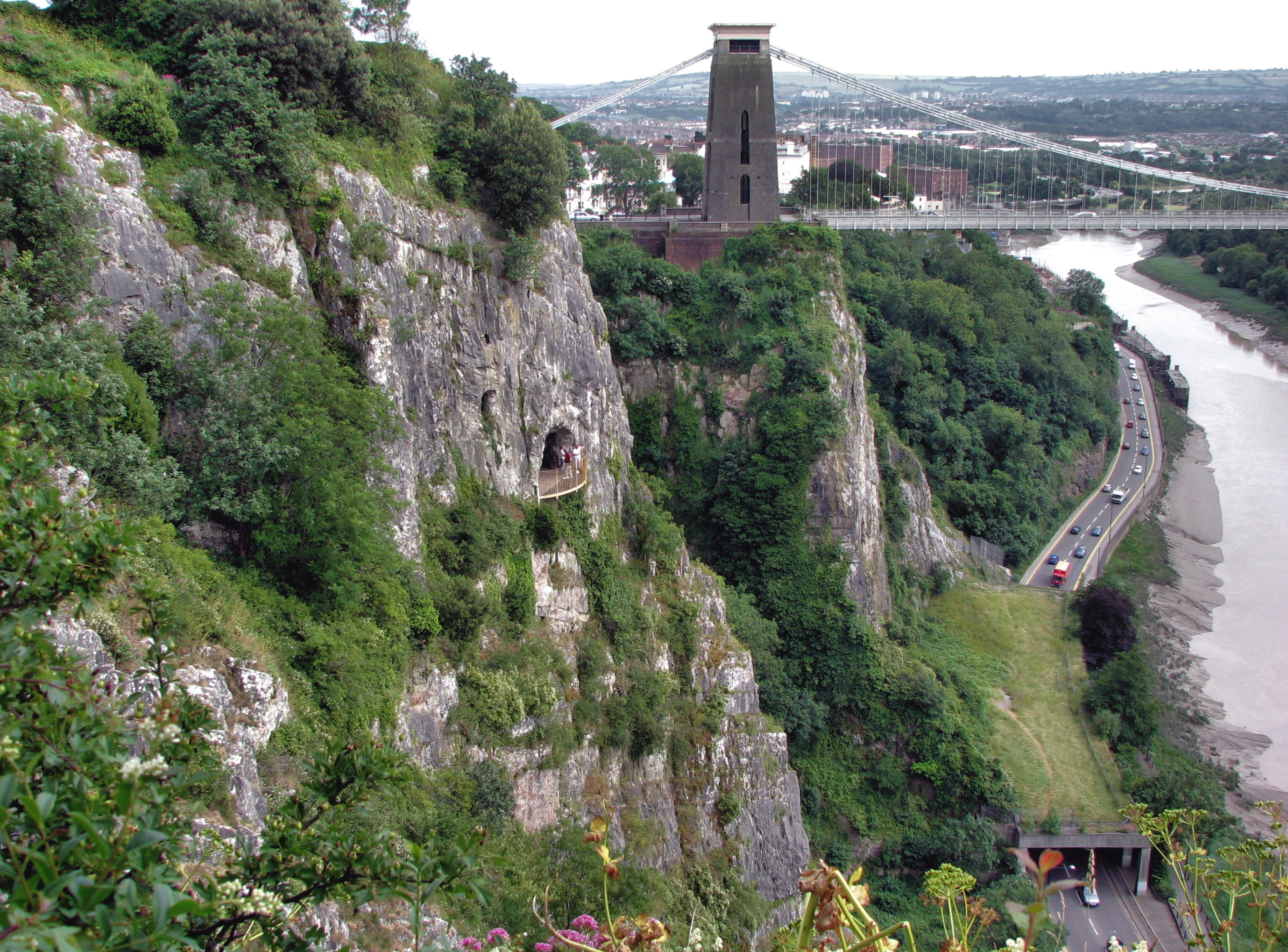
A4 unter der Clifton Suspension Bridge (Aufnahme 2006)

Die auch als Bath road bekannte A4 road (englisch für Straße A4) ist eine teilweise als Primary route ausgewiesene Fernverkehrsstraße in England, die weitestgehend parallel zum M4 motorway verläuft. Mit der Inbetriebnahme der M4 hat sie ihre überregionale Bedeutung weitgehend eingebüßt. Sie beginnt in London am Holborn Circus, verläuft in generell westlicher Richtung über Hammersmith und Harmondsworth, wo sie den Londoner Autobahnring M25 motorway kreuzt (die nächste Anschlussstelle ist junction 14), kreuzt den M4 bei dessen Anschlussstelle 5, an der sie ihre Eigenschaft als Primary route verliert, führt durch Slough, quert westlich von Maidenhead die kurze A404(M) road, führt durch Reading und kreuzt bei der Anschlussstelle 12 nochmals den M4. In ihrem weiteren Verlauf führt sie durch Newbury, Hungerford und Marlborough nach Chippenham. Westlich dieser Stadt wird sie wieder zur Primary route und führt nach Bath und von dort weiter nach Bristol sowie von dort nach Avonmouth am Severnästuar wo sie endet.